# Febre de l'or del canyó del Fraser

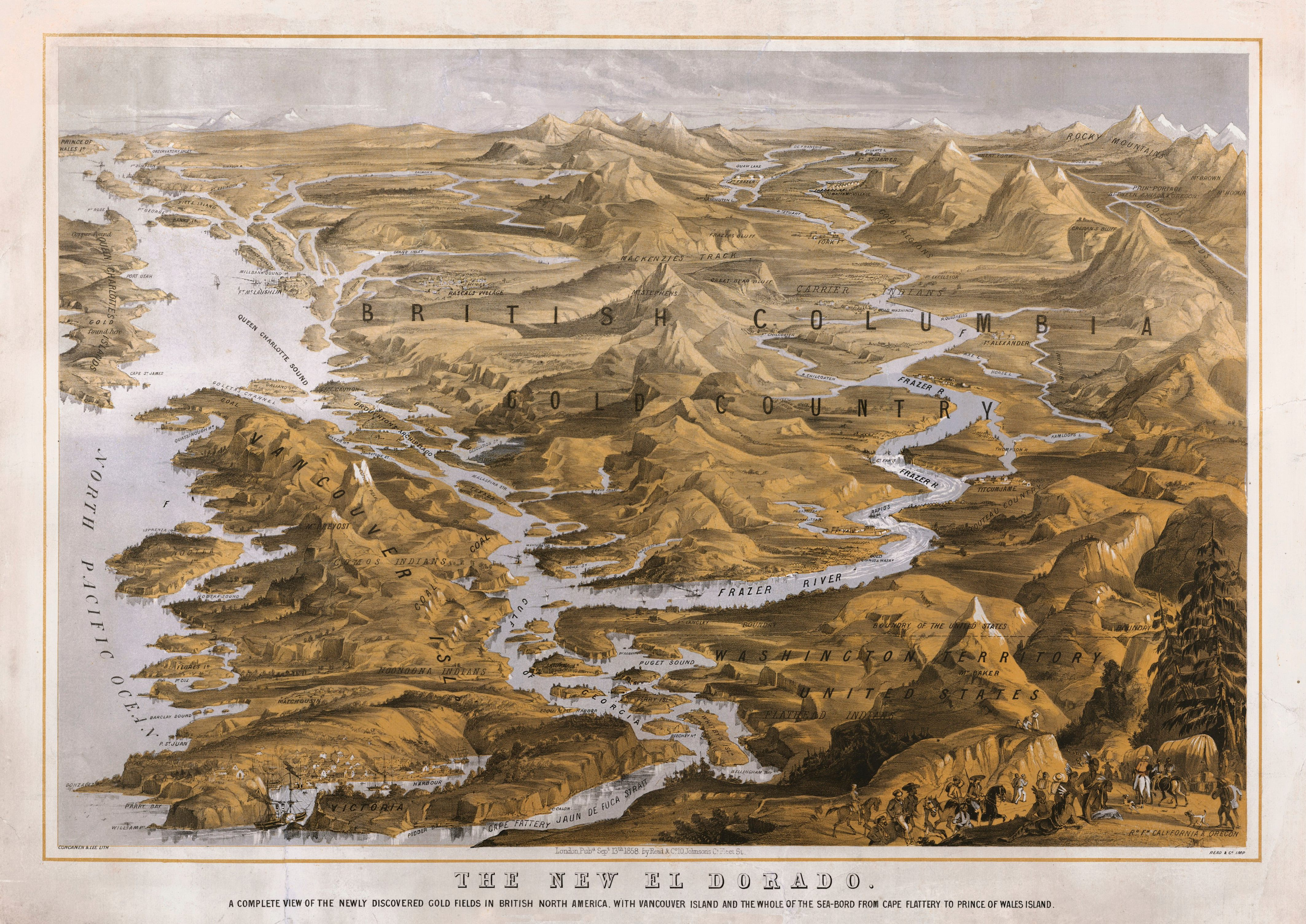
El nou Eldorado: "Una visió completa dels jaciments d'or descobertes recentment".

La febre de l'or del canyó del Fraser (en anglès: Fraser Canyon Gold Rush) també anomenada febre de l'or del Fraser (Fraser Gold Rush) va començar el 1858 després que fos descobert or al riu Thompson, a la Colúmbia Britànica, en la seva confluència amb el riu Nicoamen. Això va tenir lloc uns pocs quilòmetres aigües amunt de la confluència del Thompson amb el Fraser, on avui s'ubica Lytton. La febre va superar la regió on fou descobert l'or i va tenir l'epicentre al canyó del Fraser, des del voltant de Hope i Yale fins a Pavilion i Fontana, al nord de Lillooet.
Tot i que aquesta febre va acabar durant la dècada de 1860, els miners es van dispersar per tot l'interior de la Colúmbia Britànica, aprofitant altres febres de l'or, com la del Cariboo. A la febre se li atribueix l'origen de la colonització de l'interior de la Colúmbia Britànica i el catalitzador de la fundació de la colònia de la Colúmbia Britànica, alhora que ajudarà a promoure la construcció d'infraestructures viàries i la fundació de molts pobles.

## Història
Tot i que la zona havia estat explotada des de feia uns anys, les notícies de la troballa d'or no es van estendre per San Francisco fins quan el governador de la Colònia de l'Illa de Vancouver, James Douglas, va enviar un carregament d'or a la Casa de la Moneda d'aquella ciutat. Els habitants de San Francisco i els participants de la febre de l'or de Califòrnia van rebre la notícia amb entusiasme. En menys d'un mes fins a 30.000 persones es desplaçaren a la ciutat de Victoria, una vila que fins aleshores tenia una població de 500 habitants. Aquest és el major desplaçament de miners a la frontera d'Amèrica del Nord, tot i que en el global foren més els homes que van participar en les febres de l'or de Califòrnia i el Klondike.
Per la tardor desenes de milers d'homes no havien aconseguit adquirir les concessions o havien vist com aquestes eren alterades per la marea alta dels rius, cosa que els va dur a dir que tot era un engany. Molts van tornar a San Francisco, però ràpidament foren reemplaçats per nouvinguts, els quals arribaven a la regió seguint diversos rutes. Totes aquestes rutes eren tècnicament il·legals des que el Governador de l'illa de Vancouver va requerir que totes les entrades a la colònia es fessin a través de la ciutat de Victòria, però de tota manera milers de persones van fer-les servir. Això fa que el nombre exacte de miners que van arribar a la zona sigui difícil de dererminar. L'empresari Alfred Waddington estimava que hi havia uns 10.500 miners durant el pic de la carrera en una sola part de la regió. La febre de l'or va atreure xinesos i estatunidencs d'una manera aclaparadora, tot i que també una barreja europea que incloïa alemanys, escandinaus, eslaus i europeus meridionals, així com mexicans.